# Pematang Ganjang
Pematang Ganjang is een bestuurslaag in het regentschap Serdang Bedagai van de provincie Noord-Sumatra, Indonesië. Pematang Ganjang telt 3533 inwoners (volkstelling 2010).